# Ташла (Самарская область)
Ташла — село в Ставропольском районе Самарской области.

## География
Село находится в 40 км от города Тольятти, по дороге на Димитровград и Ульяновск.

## Название
Народная татарская этимология названия села Ташлы которая якобы переводится с татарского языка как «каменный, каменистый», является фолк-историческим и не имеет ничего общего с научными исследованиями, так как местность не имеет никаких каменистостей и камней, как в реке так и в грунте, по этому название к татарскому языку притянуто по схожести слов. Татары не основывали поселение и не жили здесь. Как и Ташелка. В этом регионе преобладали чуваши. Поселение имеет название от реки Ташла - в Поволжье много подобных названий рек, одно из них с чувашского языка переводится как "бурлящая, танцующая, бить ключом, шуметь, журчать". чув. Ташла шыв - Вода бьющая ключом. Первоначальное название Ташлама - буквально означает "танцующая".

## История
В 1752 владельцем села был полковник Зубов. В то время село носило название «Ташлама».
На карте Самарской губернии село Ташла появилось в середине XVIII века.
В 1775 году прихожанами была построена Троицкая церковь, здание и колокольня деревянные. В 1844 году, по распоряжению епархии, церковь перестроена, освящена в 1844 году.
В 1780 году, при создании Симбирского наместничества, «село Ташла, при вершине речке Ташлы, крещёной мордвы», вошло в состав Ставропольского уезда.
С 1796 года — в Симбирской губернии.

## Население
| Год  | Численность | Численность |
| ---- | ----------- | ----------- |
| 1859 | 1532        | [ 4 ]       |
| 1889 | 1664        | [ 5 ]       |
| 1897 | 1715        | [ 6 ]       |
| 1910 | 2271        | [ 7 ]       |
| 2010 | 815         | [ 1 ]       |

## Достопримечательности
- Свято-Троицкий храм
- Святой источник Чудотворной иконы Божьей матери[8]

## Фотогалерея

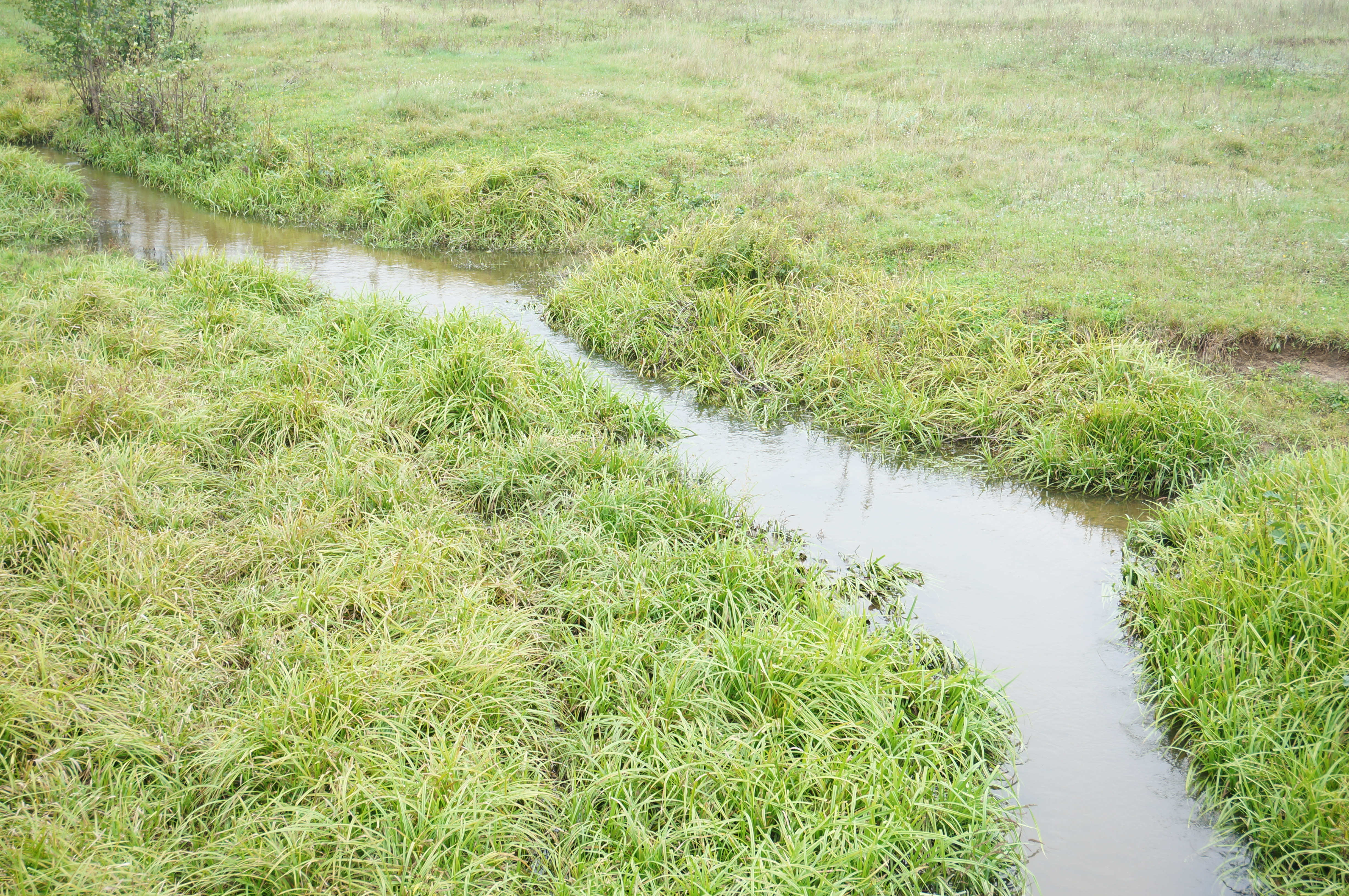
Река Ташелка, вдоль которой стоит село
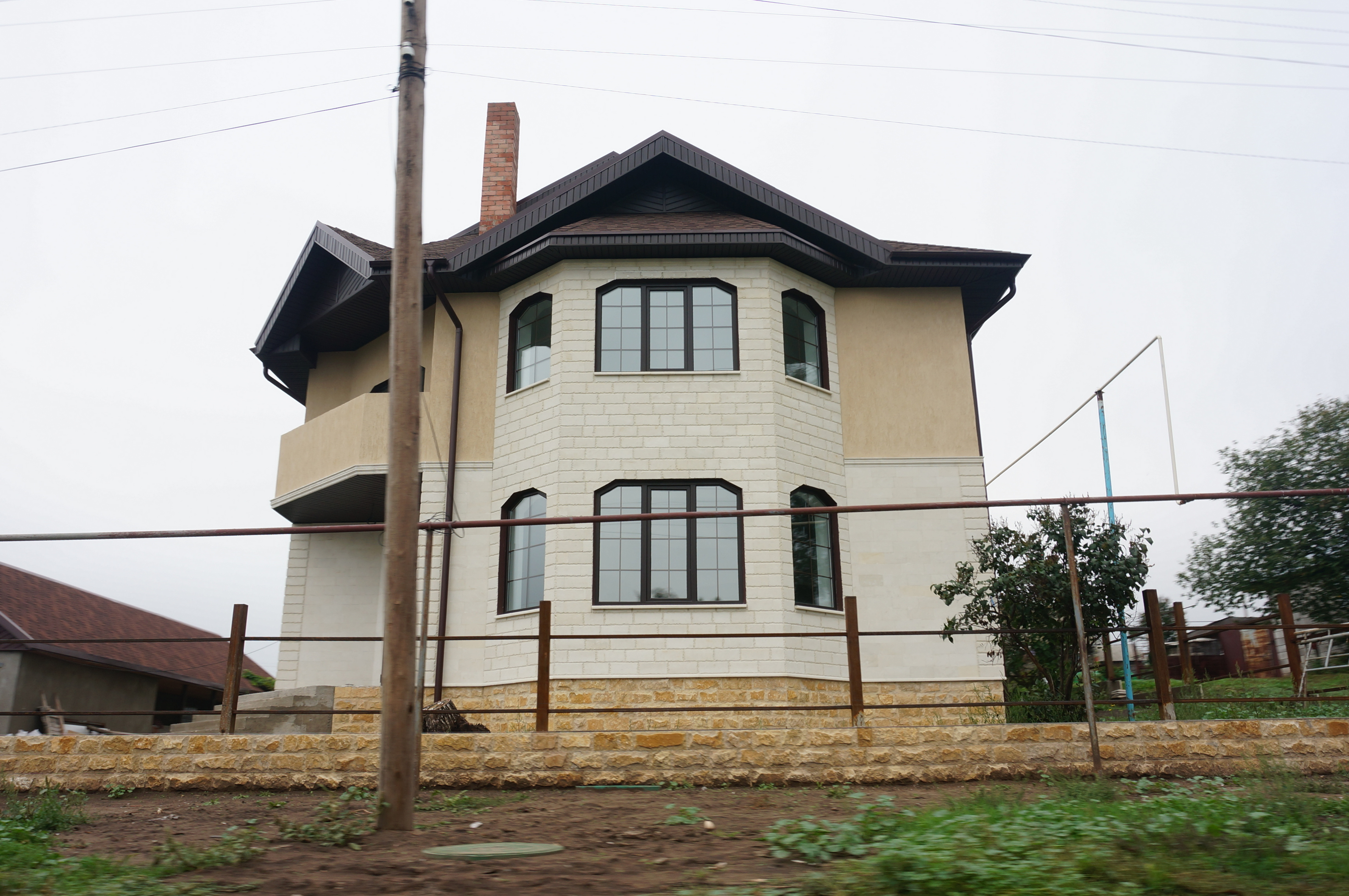
Современные дома в селе
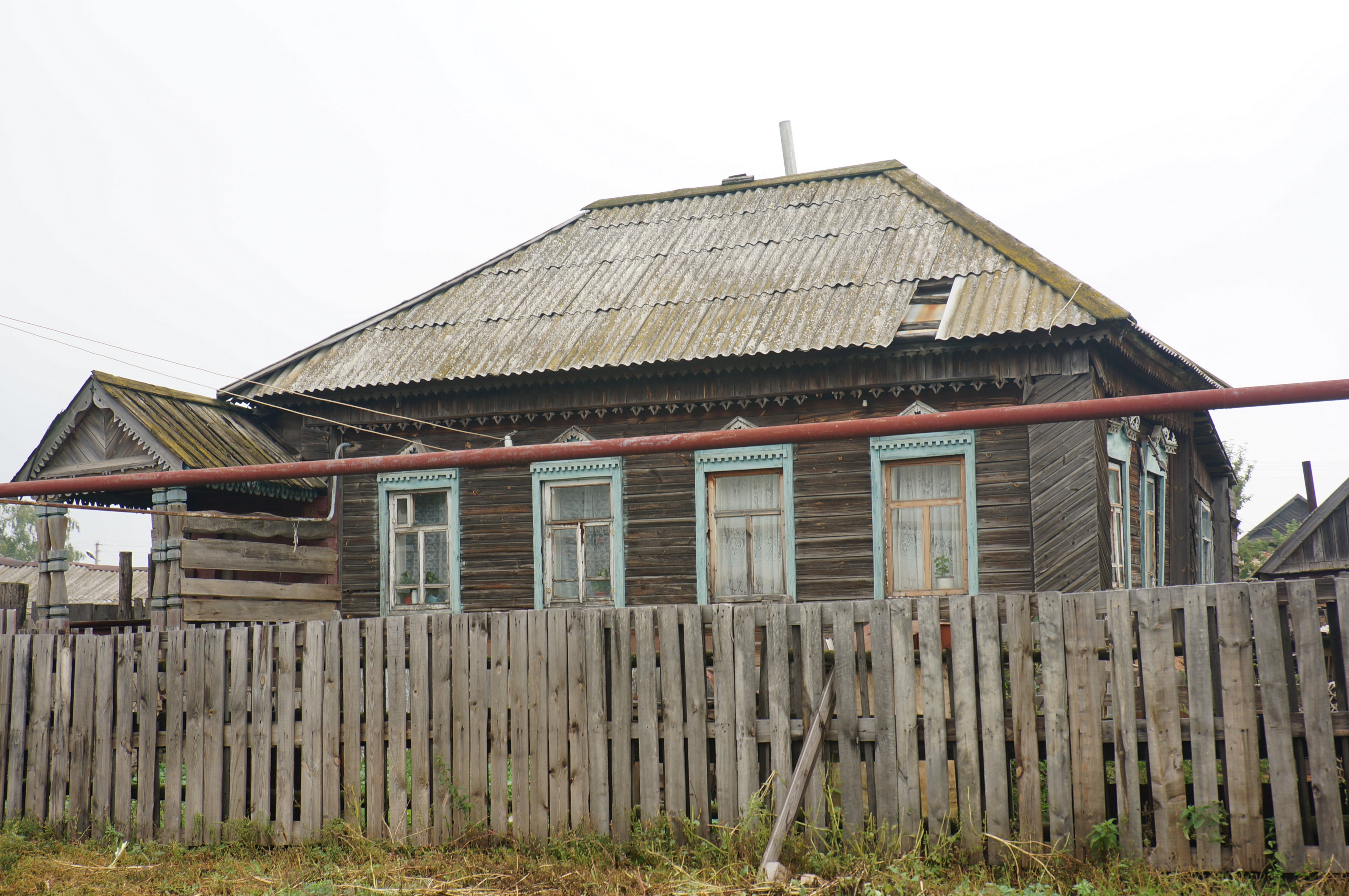
Жилой дом
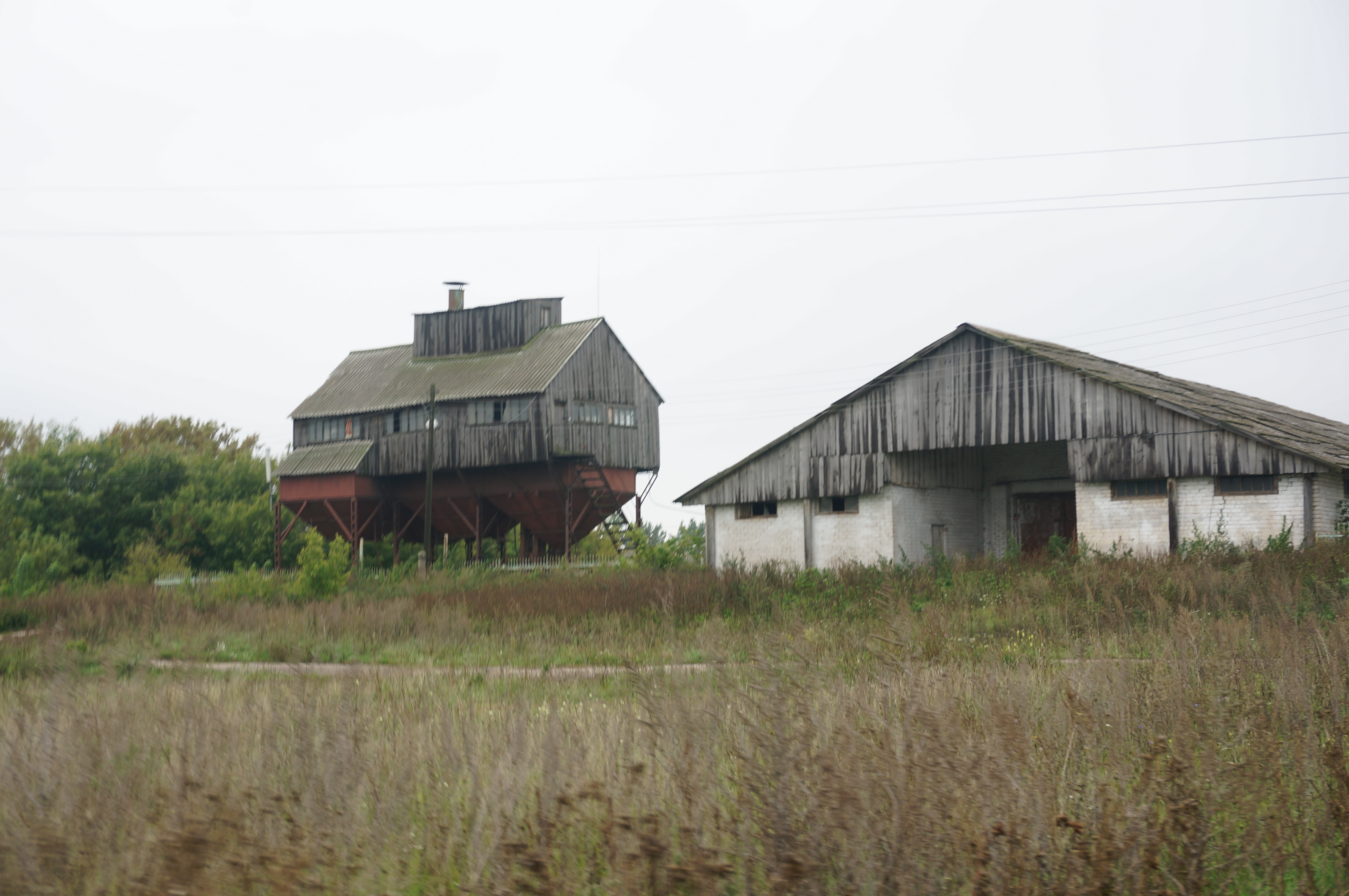
Заброшенный агрокомплекс

## Улицы
ул. Залетова, ул. Заречная, ул. Зеленая, ул. Лесная, ул. Новая, ул. Партизанская, ул. Песочная, ул. Полевая, ул. Придубравная, ул. Приовражная, ул. Хлебная, ул. Центральная, ул. Школьная.

## Известные уроженцы
- Тураев, Александр Михайлович (1913—1996) — советский педагог, краевед, почётный гражданин города Тольятти.